# 洛伊滕贝格
洛伊滕贝格（德語：Leutenberg，發音：[ˈlɔʏtn̩bɛʁk] ⓘ）是德国图林根州萨尔费尔德-鲁多尔施塔特县的城市，面积57.52平方千米，2023年12月31日人口为2,011人。